# COVID-19-Pandemie in den Bahamas
Die COVID-19-Pandemie in Bahamas tritt als regionales Teilgeschehen des weltweiten Ausbruchs der Atemwegserkrankung COVID-19 auf und beruht auf Infektionen mit dem Ende 2019 neu aufgetretenen Virus SARS-CoV-2 aus der Familie der Coronaviren. Die COVID-19-Pandemie breitet sich seit Dezember 2019 von China ausgehend aus. Ab dem 11. März 2020 stufte die Weltgesundheitsorganisation (WHO) das Ausbruchsgeschehen des neuartigen Coronavirus als Pandemie ein.

## Verlauf
Die COVID-19-Pandemie trat am 15. März 2020 erstmals in den Bahamas auf, als ein erster Verdachtsfall positiv getestet wurde.
Am 20. März wurde nach dem vierten bestätigten Fall eine landesweite nächtliche Ausgangssperre von 21 Uhr bis 5 Uhr angeordnet. Zudem mussten – mit Ausnahmen – Geschäfte geschlossen bleiben, Restaurants durften nur zwischen 6 Uhr und 19:30 Uhr und nur zum Außer-Haus-Verkauf öffnen. Hotels und der Flughafen Nassau Lynden Pindling blieben vorerst geöffnet. Die Bevölkerung wurde aufgerufen, soweit möglich zu Hause zu bleiben. Am 23. März wurde die Ausgangssperre verschärft.
Der erste Todesfall wurde am 3. April gemeldet.
Am 8. April wurde eine allgemeine Pflicht zum Tragen von Schutzmasken beim Aufenthalt außerhalb der eigenen Wohnung angeordnet. Der Import von nichtmedizinischen Schutzmasken wurde verboten, um die heimische Produktion zu steigern und damit die heimische Wirtschaft zu stützen.
Am 20. April wurde die zwischenzeitlich gelockerte Ausgangssperre wieder verschärft. Der Aufenthalt in der Öffentlichkeit wurde nur zu bestimmten Zeiten und nur für bestimmte Personengruppen erlaubt. Gleichzeitig wurde die Schließung der Geschäfte teilweise gelockert.
Am 1. Mai 2020 wurden Pläne bekannt, Bimini unter Massenquarantäne zu stellen. 8 der bisher 80 bestätigten Infektionsfälle traten in Bimini auf, während die Einwohnerzahl des Distrikts nur etwa 0,6 % des Landes beträgt. Ein Team von Medizinern wurde nach Bimini entsandt, um dort weitere Tests durchzuführen.
Am 5. Mai 2020 trat Gesundheitsminister Sands zurück. Er war kritisiert worden, weil er sechs Personen gestattet hatte, sich nach ihrer Einreise in häusliche statt wie vorgeschrieben in staatliche Quarantäne zu begeben.
Am 18. Mai 2020 wurden einige Lockerungen der Beschränkungen für einige Inseln bekanntgegeben. Für das ganze Land wurden zur Vorbereitung der Hurrikansaison die erlaubten Öffnungszeiten für Baumärkte erweitert. Am 22. Mai 2020 wurden Gottesdienste unter Auflagen wieder erlaubt und die Öffnungszeiten für Geschäfte erweitert.

## Statistik
Die Fallzahlen entwickelten sich während der COVID-19-Pandemie in den Bahamas wie folgt:

### Infektionen
In den Bahamas gab es bis zum 15. April 2020 49 Infektionsfälle. Danach entwickelten sich die Infektionsfälle wie folgt.

Bestätigte Infizierte in den Bahamas nach Daten der WHO. Oben kumuliert, unten Tageswerte

### Todesfälle

Bestätigte Todesfälle in Bahamas nach Daten der WHO. Oben kumuliert, unten Tageswerte